# Jerome Cooper
Jerome Cooper (* 14. Dezember 1946 in Chicago; † 6. Mai 2015 in New York City) war ein US-amerikanischer Jazzschlagzeuger, Flötist und Pianist des Avantgarde Jazz.

## Leben und Wirken
Cooper studierte in den späten 1950ern und den frühen 1960er Jahren Schlagzeug, spielte zu Beginn seiner Karriere mit Oscar Brown Jr. Dann zog er nach Europa, arbeitete dort mit Steve Lacy, tourte durch Afrika mit Lou Bennett und spielte mit dem Art Ensemble of Chicago, außerdem mit Frank Wright und Noah Howard in den 1970er Jahren. Bei seiner Rückkehr in die Vereinigten Staaten 1971 gründete er mit Leroy Jenkins und Sirone das „Revolutionary Ensemble“, das eine der wichtigen Gruppen des Avantgarde Jazz dieses Jahrzehnts war und 6 Platten einspielte. Das Ensemble, in dem Cooper auch als Pianist, Hornist und Flötist aktiv war, bestand bis 1977. In dieser Zeit arbeitete er außerdem mit George Adams, Sam Rivers, Karl Berger, Andrew Hill, Anthony Braxton und Roscoe Mitchell (Wildflowers 1976), in den 1980er Jahren spielte er in der Band von Cecil Taylor. 
In den 1970er Jahren entstand mit Thomas Buckner als Sideman ein Album unter eigenem Namen (Alone Together). Zuletzt erschien 2001 sein Album From There to Hear mit Live-Aufnahmen von 1995 bis 1998, u. a. aus der Knitting Factory. 2002 wirkte er bei William Parkers Album Universal Tonality mit. Cooper starb am 6. Mai 2015 im New Yorker Stadtteil Brooklyn im Alter von 68 Jahren an den Folgen einer Erkrankung an Multiplem Myelom.

## Auswahldiskographie
- Lester Bowie: Mirage (RCA Camden, 1974–82)
- Rahsaan Roland Kirk: Live in Paris, Vol. 1 (Frances's Concert, 1970)
- Revolutionary Ensemble (ESP-Disk, 1972)
- Revolutionary Ensemble (Enja, 1977)
- Cecil Taylor: It's In the Brewing Luminous (hat Art, 1980)
- Jerome Cooper & Kresten Osgood: As of Not (ILK, 2020)